# Pothos scandens
Pothos scandens là một loài thực vật có hoa trong họ Ráy (Araceae). Loài này được Carl Linnaeus miêu tả khoa học đầu tiên năm 1753. Nó là loài điển hình của chi Pothos.

## Phân bố
Loài này phân bố tại Ấn Độ (gồm cả quần đảo Andaman và Nicobar), Bangladesh, Brunei, Campuchia, Comoros, Indonesia (Java, Kalimantan, Maluku, Nusa Tenggara, Sumatera), Lào, Madagascar, Malaysia (bán đảo, Sabah), Myanmar, Philippines, Seychelles, Sri Lanka, Thái Lan, Trung Quốc (Vân Nam) và Việt Nam. Có thể có tại Nepal và Singapore.
Trong tiếng Việt, nó được gọi là tràng pháo dây hay ráy leo. còn trong tiếng Trung là 螳螂跌打 (đường lang điệt đả).

## Mô tả
Mô tả dưới đây lấy theo e-Flora China:
Dây leo, kích thước trung bình đến khá lớn, dài đến 6 m. Thân cây hơi giống hình tứ giác hoặc gần giống hình trụ, đường kính đến 10 mm.
Lá nhợt ở phần xa trục và màu xanh lục tươi đến sẫm ở phần gần trục; cuống lá từ dạng trứng ngược-thuôn dài đến dạng thẳng-thuôn dài, kích thước 2-14 × 0,5–2 cm, cánh rộng, đáy men xuống, đỉnh cụt, thuôn tròn hoặc có tai; mỗi bên có 2 hoặc 3 gân thứ cấp và nhiều gân con; phiến lá hình trứng tới elip hoặc hình mác, kích thước 2-10 × 3–14 cm, đáy thuôn tròn đến nhọn, đỉnh thuôn búp măng-nhọn mũi; mỗi bên có 2 gân bên trong mép phát sinh từ đáy và hoặc là chạm tới đỉnh lá hoặc là hợp nhất thành một gân thu thập ngoại mép lá rõ nét, tất cả các gân bổ sung đều phát sinh xiên lệch từ gân giữa.
Chồi hoa rút ngắn, hầu hết phát sinh từ các nách lá từ giữa đến xa của chồi sinh sản, mang một lá bắc gốc nhỏ và một vài lá nhỏ suy giảm kích thước 3–10 mm, theo trật tự là dài hơn. Cụm hoa đơn độc; cuống hoa thẳng đứng đến lan rộng, nhuốm màu xanh lục đến tím, kích thước 3-15 × 0,5–2 mm, thanh mảnh. Bao mo màu xanh lục đến nâu sẫm, hình trứng, lõm, kích thước 4-8 × 4–7 mm, đáy có vuốt ngắn hoặc hơi dài, mép cuộn trong, đỉnh tròn đến nhọn với một chóp nhọn nhỏ khá mập. Bông mo có cuống; mọc thẳng đứng, màu xanh lục đến nâu sẫm, tiết diện hình trụ, kích thước 5-10 × khoảng 1 mm, phần xa thẳng đứng xa tới cong 270°; vùng sinh sản màu vàng lục đến trắng nhạt, hình cầu hoặc hình trứng đến giống hình chùy xuôi, kích thước 4-10 × 3,5–10 mm. Hoa đường kính 1–2 mm.
Cụm quả với 1-5 quả mọng. Quả màu xanh lục, khi chín chuyển thành màu đỏ tươi, hình chùy ngược, kích thước 10-17,5 × 10–14 mm. Ra hoa và kết quả quanh năm.

## Hình ảnh

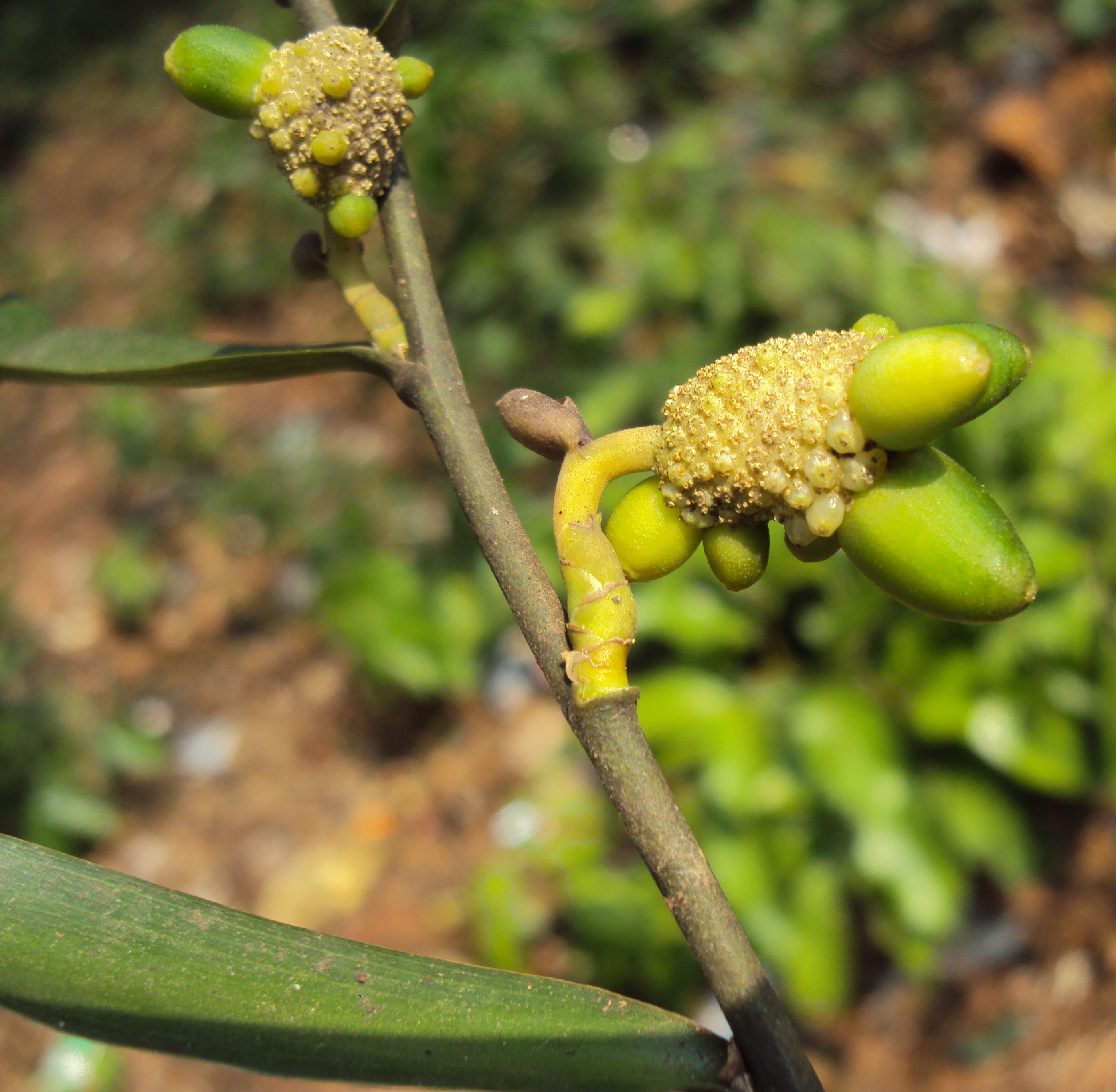
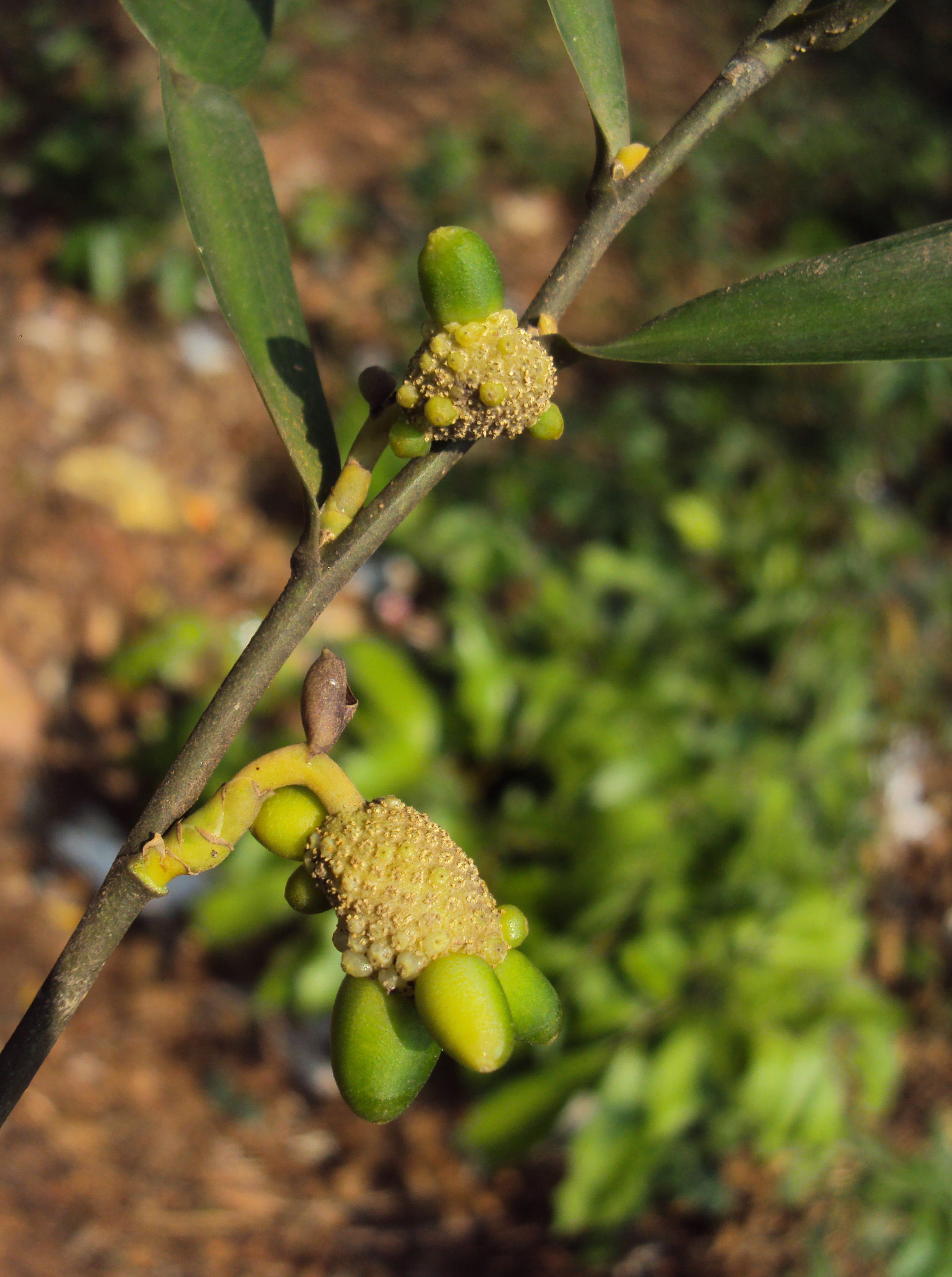
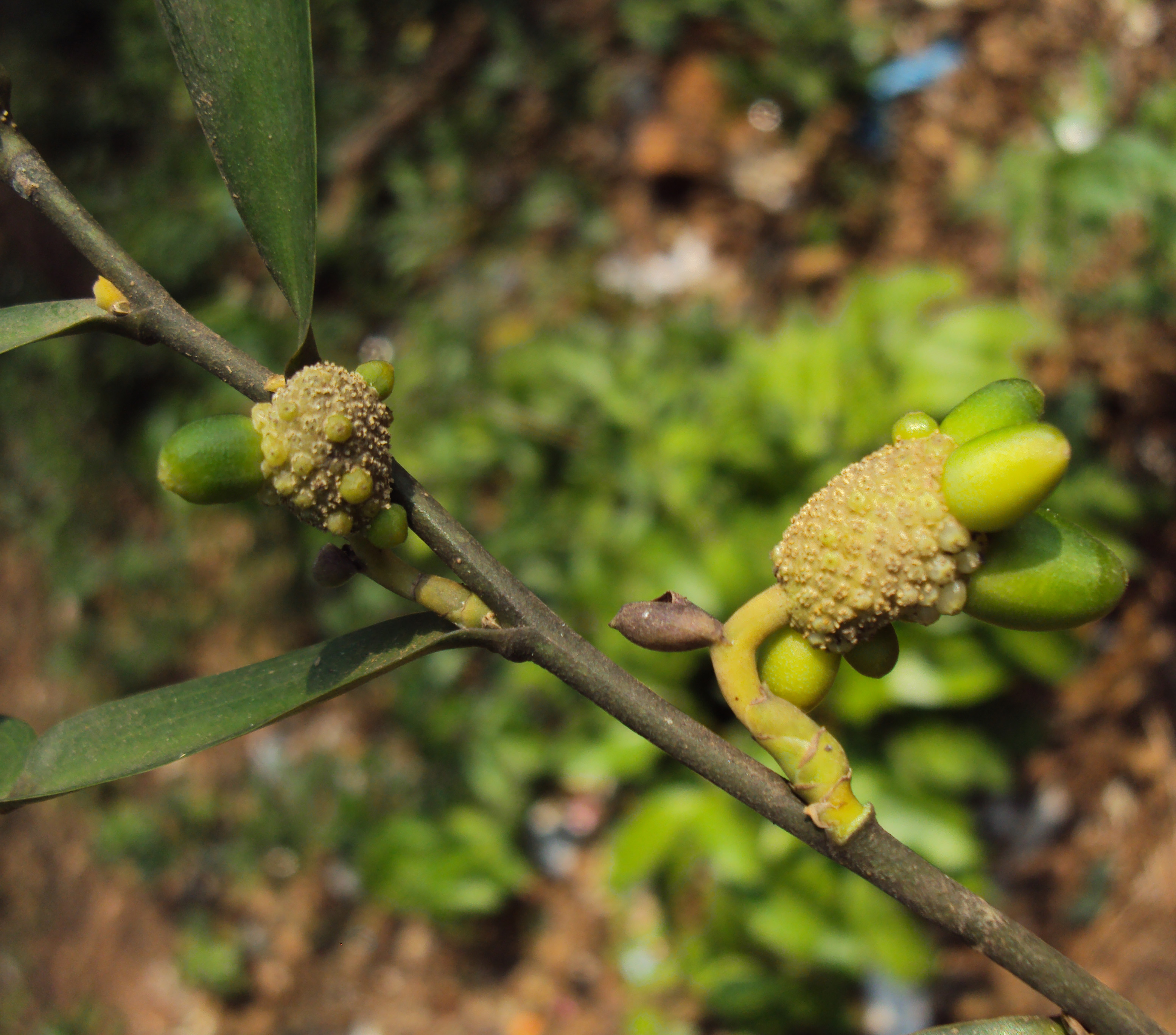
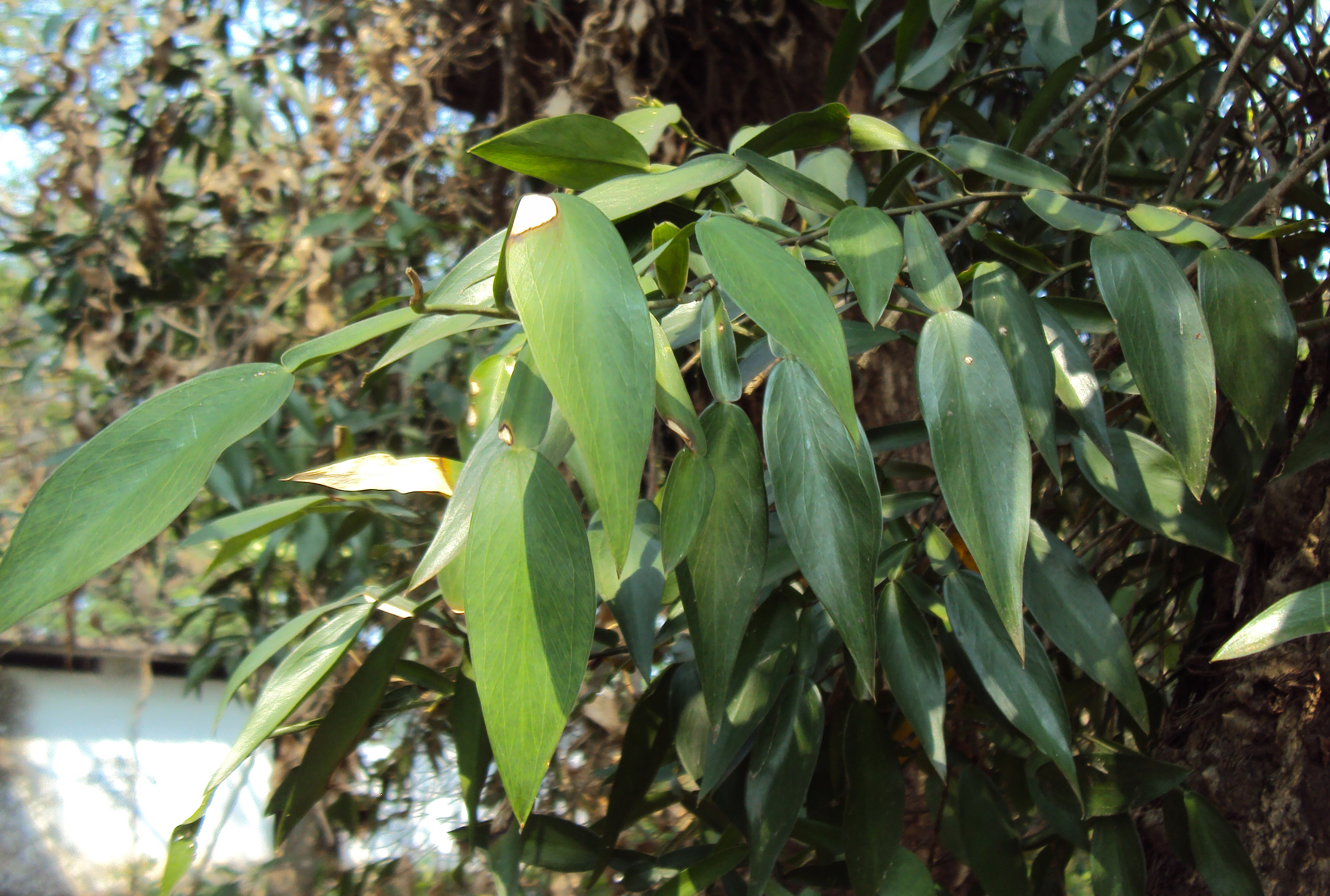